# Josh Wilson-Esbrand
Joshua Darius Kamani Wilson-Esbrand (Hackney, 28 de diciembre de 2002) es un futbolista británico que juega en la demarcación de defensa para el Manchester City F. C. de la Premier League.

## Trayectoria
Tras formarse en las categorías inferiores del West Ham United F. C., finalmente se marchó al Manchester City. El 21 de septiembre de 2021 debutó con el primer equipo en un partido de la Copa de la Liga contra el Wycombe Wanderers F. C. que finalizó con un resultado de 6-1 tras el gol de Brandon Hanlan para el Wycombe, y de Cole Palmer, Kevin De Bruyne, Phil Foden, Ferran Torres y un doblete de Riyad Mahrez para el Manchester City. La siguiente temporada tuvo minutos en dos partidos de la Liga de Campeones de la UEFA antes de terminarla en el Coventry City F. C. como cedido. Con este equipo disputó catorce encuentros en la EFL Championship y en julio fue prestado al Stade de Reims. Esa campaña la terminó jugando en el Cardiff City F. C. después de haber jugado once partidos en la Ligue 1. La temporada 2024-25 la inició en Mánchester y en enero acumuló otra cesión en el Stoke City F. C.

## Clubes
| Club                         | País       | Año       | Partidos | Goles |
| ---------------------------- | ---------- | --------- | -------- | ----- |
| Manchester City F. C.        | Inglaterra | 2021-2023 | 3        | 0     |
| Coventry City F. C. (cedido) | Inglaterra | 2023      | 14       | 0     |
| Stade de Reims (cedido)      | Francia    | 2023-2024 | 13       | 1     |
| Cardiff City F. C. (cedido)  | Gales      | 2024      | 11       | 0     |
| Manchester City F. C.        | Inglaterra | 2024-2025 | 0        | 0     |
| Stoke City F. C. (cedido)    | Inglaterra | 2025      | 7        | 0     |
| Manchester City F. C.        | Inglaterra | 2025-     |          |       |